# Возраст уголовной ответственности
Возраст уголовной ответственности — это возраст, по достижении которого лицо в соответствии с нормами уголовного права может быть привлечено к уголовной ответственности за совершение общественно опасного деяния. В уголовном законодательстве большинства стран устанавливается некий минимальный возраст уголовной ответственности.

## Установление возраста уголовной ответственности в законе
Необходимость установления минимального возраста уголовной ответственности объясняется тем фактом, что человек далеко не с момента рождения становится способен осознавать социальную сущность своих поступков. Формирование представлений о социальной ценности отдельных объектов занимает достаточно длительное время: если определённые представления о недопустимости причинения вреда здоровью и имуществу имеются уже в достаточно малом возрасте (5-6 лет), то другие появляются гораздо позже (например, связанные с половыми отношениями). Поскольку в целом нельзя выделить существенной временной разницы в интеллектуальном и социальном развитии разных людей, становится возможным установить некий предельный возраст, по достижении которого лицо считается способным осознавать социальную значимость всех охраняемых уголовным правом объектов.
Законодатель, устанавливая минимальный возраст уголовной ответственности, не делает это произвольно. Современные исследования позволяют выделять: хронологический (паспортный), биологический (функциональный), социальный (гражданский) и психологический (психический) возраст. В уголовном законодательстве упоминается прежде всего хронологический возраст (хотя в отдельных случаях может учитываться и психологический возраст). При установлении возраста уголовной ответственности должны учитываться данные психологии, физиологии, педагогики, позволяющие установить способность человека судить о фактическом и социальном значении собственного поведения.
Вопрос об избрании определённого минимального возраста уголовной ответственности является уголовно-политическим; в каждой стране и в каждый исторический период он решается по-своему, исходя из действующих в данный момент политических, социальных, экономических условий.
В законодательстве также может предусматриваться возможность дифференциации возрастных пределов уголовной ответственности путём установления пониженного и повышенного возраста уголовной ответственности для отдельных составов.
Предлагается также предусмотреть пожилой возраст в качестве обстоятельства, смягчающего наказание, а также другие меры, учитывающие психологические и физиологические особенности пожилых лиц (создание специальных мест отбывания лишения свободы и т. д.).

## Определение возраста лица
Поскольку уголовным законом устанавливается минимальный возраст уголовной ответственности, возникает необходимость в каждом конкретном случае привлечения к уголовной ответственности несовершеннолетнего точно устанавливать его возраст (число, месяц, год его рождения). Это может производиться как с использованием существующих документов, так и (когда документально установить возраст невозможно) судебно-медицинской экспертизой. Так, в России, согласно установившейся судебной практике, лицо считается достигшим определенного возраста не в день рождения, а начиная со следующих суток, при этом учитываются часовые пояса места рождения лица и места совершения преступления; если возраст устанавливается судебно-медицинской экспертизой, днем рождения подсудимого считается последний день года, названного экспертами, а если назван минимальный и максимальный возможный возраст лица, суд исходит из минимального возраста.

## В правовых системах мира
Уголовное право различных стран устанавливает разный возраст уголовной ответственности:
- США — для преступлений федерального уровня - 11 лет[7], в 33 штатах отсутствует[8].
- Франция — 13 лет.
- ФРГ — 14 лет.
- Япония — 14 лет.
- Англия — 10-17 лет (по различным составам преступлений).
- Ирландия — 10-12 лет[9] (повышен в 2006 году).
- Финляндия — 15 лет.
- Казахстан — 16 лет основной, 14 лет пониженный[10][11].

## В уголовном праве России
Уголовным кодексом Российской Федерации предусмотрен общий минимальный возраст уголовной ответственности 16 лет.
В части 2 статьи 20 УК РФ перечисляются составы преступлений, по которым устанавливается пониженный до 14 лет возраст уголовной ответственности. Их можно разделить на несколько групп:
1. Связанные с физическим насилием или его угрозой — убийство (статья 105 УК), умышленное причинение тяжкого вреда здоровью (статья 111 УК), умышленное причинение средней тяжести вреда здоровью (статья 112 УК), изнасилование (статья 131 УК), насильственные действия сексуального характера (статья 132 УК).
2. Связанные с завладением чужим имуществом — кража (статья 158 УК), грабеж (статья 161 УК), разбой (ст. 162 УК), вымогательство (статья 163 УК), неправомерное завладение автомобилем или иным транспортным средством без цели хищения (статья 166 УК), хищение либо вымогательство оружия, боеприпасов, взрывчатых веществ и взрывных устройств (статья 226 УК), хищение либо вымогательство наркотических средств или психотропных веществ (статья 229 УК);
3. Связанные с уничтожением или повреждением имущества — умышленное уничтожение или повреждение имущества при отягчающих обстоятельствах (часть 2 статьи 167 УК), террористический акт (статья 205 УК), вандализм (статья 214 УК), приведение в негодность транспортных средств или путей сообщения (статья 267 УК);
4. Иные — похищение человека (статья 126 УК), захват заложника (статья 206 УК), заведомо ложное сообщение об акте терроризма (статья 207 УК), хулиганство при отягчающих обстоятельствах (части 2 и 3 статьи 213 УК), незаконные приобретение, передача, сбыт, хранение, перевозка или ношение взрывчатых веществ или взрывных устройств (статья 222¹), незаконное изготовление взрывчатых веществ или взрывных устройств (статья 223¹).

Можно выделить два критерия, которыми руководствуется законодатель, формируя этот перечень: во-первых, это тяжесть деяния (лишь одно из перечисленных преступлений является преступлением небольшой тяжести — вандализм, остальные принадлежат к категориям средней тяжести, тяжких и особо тяжких); во-вторых — способность несовершеннолетнего осознавать социальную значимость причинённого вреда (представления о недопустимости насилия и посягательств на имущество появляются в процессе нормального развития личности одними из первых).
Этот перечень носит исчерпывающий характер. Лица, не достигшие 16 лет, не могут быть привлечены к ответственности за деяния, не входящие в него. Однако в случаях, когда в действиях лица имеются как признаки деяния, ответственность за которое возможна лишь с 16-летнего возраста, так и признаки деяния, ответственность за которое предусмотрена с 14 лет (например, хищение предмета, имеющего особую историческую ценность (статья 164 УК РФ) путём кражи (статья 158 УК РФ). В данном случае субъект не может нести ответственность за более тяжкое деяние (ст. 164), предусмотренное специальной нормой УК, и привлекается к ответственности по общей норме (ст. 158).
Гораздо более сложным является вопрос об ответственности не достигших 16 лет лиц за преступления с привилегированными составами (например, предусмотренные в статьях 106—108 УК РФ), уголовная ответственность за которые наступает с 16-летнего возраста. В этом случае такие лица также не могут быть привлечены к ответственности по специальной норме, но проблемным является вопрос о применимости в данном случае общей нормы.
В. Ф. Щепельков указывает, что несправедливой является ситуация, когда за совершение одного и того же деяния несовершеннолетний будет подвергаться более строгому наказанию, нежели взрослый; системное толкование уголовного закона (с учётом снижения максимального предела наказания несовершеннолетних, менее жестких условий освобождения от уголовной ответственности и наказания, возможности применения принудительных мер воспитательного воздействия и т. д.) позволяет сделать вывод о том, что лица, не достигшие шестнадцатилетнего возраста, не подлежат уголовной ответственности за преступления с привилегированными составами.
Повышенный возраст уголовной ответственности может устанавливаться в статьях Особенной части УК и выступает как составная часть признаков специального субъекта данных составов. Повышенный возраст уголовной ответственности может устанавливаться как в явном виде (18 лет — для развратных действий, вовлечения несовершеннолетнего в совершение преступления и т. д.), так и вытекать из прочих признаков субъекта данного состава (так, преступления, субъектом которых является судья, могут быть совершены лишь лицом, достигшим возраста 25 лет).
В настоящее время вопрос о минимальном возрасте уголовной ответственности является дискуссионным, достаточно многими авторами высказываются соображения о необходимости снижения общего возраста уголовной ответственности. Однако целесообразность такого снижения представляется сомнительной, поскольку доля лиц, совершающих запрещённые уголовным законом общественно опасные деяния в возрасте до 16 лет, является незначительной.
Часть 3 статьи 20 УК РФ устанавливает необходимость учёта так называемого психологического возраста субъекта. Согласно ей, если несовершеннолетний достиг возраста 14 или 16 лет, но вследствие отставания в психическом развитии, не связанном с психическим расстройством, во время совершения общественно опасного деяния не мог в полной мере осознавать фактический характер и общественную опасность своих действий (бездействия) либо руководить ими, он не подлежит уголовной ответственности. В теории данное состояние субъекта получило название «возрастная невменяемость», поскольку такие несовершеннолетние не обладают всеми необходимыми социально-психологическими качествами вменяемого лица соответствующего возраста.
УК РФ не устанавливает максимального возраста уголовной ответственности. Поэтому даже достигший престарелого возраста человек в случае совершения им преступления подлежит уголовной ответственности. Однако законодатель всё же дифференцирует уголовную ответственность таких лиц. Так, согласно статье 59 УК, к мужчине старше шестидесяти пяти лет не может быть применена смертная казнь.

### Меры воздействия на несовершеннолетних, не достигших возраста уголовной ответственности
В соответствии со статьей 15 ФЗ «Об основах системы профилактики безнадзорности и правонарушений несовершеннолетних», несовершеннолетние в возрасте от 11 лет на основании постановления судьи могут быть помещены в специальные учебно-воспитательные учреждения закрытого типа, если они не подлежат уголовной ответственности в связи с тем, что к моменту совершения общественно опасного деяния не достигли возраста, с которого наступает уголовная ответственность.
Данная мера не является мерой уголовной ответственности. Цель пребывания в данном учреждении — обеспечить психологическую, медицинскую и социальную реабилитацию несовершеннолетнего, скорректировать его поведение и адаптировать к жизни в обществе.